# 전찬영
전찬영(1959년 ~ )은 대한민국의 가수다. 2018년 EP 《전찬영》으로 데뷔했다.

## 방송
- 히든싱어 2 (2013) - 남진 편 3위

## 음반
- 전찬영 (2018)

## 공연
- 남진 효 콘서트 (2013)